# 다시, 벚꽃
"다시, 벚꽃"은 2017년에 개봉한 대한민국의 영화이다.
 ‘휴먼다큐 사랑’ 유해진 감독과 빠져들 수 밖에 없는 싱어송라이터 장범준! 두 TOP이 만나 완성된 무비 버스킹 영화이다.

## 캐스팅
- 장범준
- 장기준
- 김정하
- 황인현
- 이규형
- 박수봉